# Allianz Direct
Allianz Direct (già Genialloyd) è una compagnia assicuratrice del gruppo Allianz che si occupa della vendita diretta di prodotti assicurativi in Italia. Specializzata nel settore auto e moto, Allianz Direct vende attraverso il canale Internet e call center anche polizze per ciclomotori, camper, veicoli commerciali, polizze casa e famiglia, terremoto e infortuni. Fondata nel 1996 con il nome di Lloyd 1885.

## Storia
La società fu fondata nel 1996 come Lloyd 1885 per poi cambiare il nome in Genialloyd nel 2002, dove le prime polizze furono emesse sotto il nome Lloyd 1885. La struttura aziendale è caratterizzata da un modello di business assicurativo digitale.
Nel 1998 viene lanciato il canale web genialloyd.it, è la prima volta in Italia che un’assicurazione permette la stipula del contratto assicurativo direttamente online.
Nel 2007 Genialloyd entra a far parte del Gruppo Allianz in occasione dell’integrazione delle compagnie Lloyd Adriatico, Ras e Allianz Subalpina.
Nel 2008 la compagnia lancia Genialpiù, un modello di business ibrido con intermediari di supporto.
Nel 2009 lancio dei servizi assicurativi per case online.
In data 8 ottobre 2020, Genialloyd S.p.A. ha cambiato denominazione sociale in Allianz Direct S.p.A.,  con l’eventuale operazione del cambio di marchio eseguita il Marzo successivo.